# 瑪麗亞·蒙特梭利
玛丽亚·泰克拉·阿尔泰米夏·蒙台梭利（義大利語：Maria Tecla Artemisia Montessori，1870年8月31日—1952年5月6日）意大利醫生、教育家。蒙特梭利教育法的創始人。

## 生平
蒙特梭利成長於有教養的家庭。她的父親亞歷山卓·蒙特梭利（Alessandro Montessori）在財政部工作，並管理國營菸草手工製造局。母親芮妮爾.斯托帕尼（Renilde Stoppani）是神學兼地質學教授安东尼奥·斯托帕尼 （页面存档备份，存于）的姪女。蒙特梭利結合神學和自然科學的理論，發展出她的宇宙教育理論。早在學生時期，蒙特梭利即對自然科學產生興趣，因此就讀一所科技高中。1890年蒙特梭利登記研讀醫學（這在意大利是在1875年才可能發生的事）。
在學業上，蒙特梭利特別專研胚胎學和進化論。她的科學觀點原則為實證主義。在最後兩學年中，她在羅馬一家心理專科醫院擔任助理。蒙特梭利特別專注兒童醫學，並且在羅馬的大學兒童醫院的兒童心理部門擔任助理醫師，同時做進一步的研究工作。她重點針對那里需要特別照顧的、精神上有障礙的兒童。蒙特梭利被這些兒童沒有尊嚴、無人照顧的生活狀況深深觸動並致力補救。因此她將让·马克·加斯帕尔·伊塔尔和爱德华·塞金（Edouard Seguin）逐漸被遺忘的、關於「心理學方法」的教科書翻譯成意大利文。
如同這兩位前輩，蒙特梭利相信如何對待「弱智」或「智障」不是醫學的問題而是教育的問題。因此她要求設立針對這些被折磨兒童的特別學校。
1896年蒙特梭利完成精神病學有關「對抗的幻覺」的博士論文。之後便開啟她最重要的研究歲月。直到1907年蒙特梭利發展出人類生物學的理論，並且根據她的教育學和在兒童之家的實際實驗，奠定神經精神病學的基礎。
1898年蒙特梭利未婚生下兒子馬利歐。她讓人照顧他並且去鄉下探望他。之後馬利歐擔任蒙特梭利的秘書，直到她去世，或許他也是蒙特梭利所構想出成長理論的創造者之一。直到馬利歐40歲時，蒙特梭利才告訴他是她的兒子。
1899年蒙特梭利獲得意大利教育部長圭多·巴切利（Guido Bacelli）授命，在羅馬舉行一系列關於精神障礙兒童的教育的演講。得益於這門課程兩年後成立了以蒙特梭利為領導者的醫療衛生教育機構。在這個時期蒙特梭利發展出針對語言課程和數學特別的教學法。
1901年蒙特梭利離開這個機構，並且開始人類學、心理學和教育哲學的課業。1904年她在羅馬教育學機構講授人類學和教育學。
1907年1月6日蒙特梭利在羅馬勞工區圣劳伦佐（San Lorenzo）成立兒童之家，給那些來自社會上弱勢家庭的兒童。這個時期她的一個重要經歷是對一個三歲小女孩的觀察。這女孩完全沉浸在自己玩圓頂帽的世界，用最強烈的分散注意也不被影響。蒙特梭利從對這個女孩的觀察，歸納出「注意力的兩極化」，其中的實驗性研究對她日後的研究貢獻很大。
從這個時期的經驗蒙特梭利發展出針對兒童教育的蒙特梭利教育法，至今幾乎所有的兒童都被此方法教過，並且在世界各地仍然很普遍。雖然蒙特梭利的教學法在20世紀的30、40年代被很多醫院所遺棄，但在今日已被廣為熟知。
從1913年起在北美形成一股對蒙特梭利教學法的熱潮，之後這股熱潮再度消退，直到1960年南希·麦考密克·兰布什 （页面存档备份，存于）成立美國蒙特梭利學會才再度復甦。
第二次大戰前，雖然蒙特梭利在意大利的實驗學校曾接受墨索里尼政權下的意大利政府資助。但當蒙特梭利看到自己的學校兒童也和青少年一樣接受統一的法西斯制服時，她覺悟到與這樣的政權結合是錯誤的，蒙特梭利不願與贝尼托·墨索里尼妥協，把孩子如同士兵一樣地訓練，這有違她的原則，乃逃往西班牙居住，直到1936年西班牙內戰爆發，她又移居荷蘭。在1939年，印度的神智協會（Theosophical Society）邀請蒙特梭利訪問印度。她接受邀請，並與唯一的兒子馬利歐‧蒙特梭利先生抵達印度，這預告她與印度開始新的關係，她並在馬德拉斯（今名：金奈Chennai）的阿德雅爾區Adyar建造居所。戰爭迫使她停留在印度，在馬利歐的協助下，主導了16個梯次被稱為印度蒙特梭利訓練課程，這些課程為印度的蒙特梭利活動奠立堅固的基礎。在那裡，她並發展出宇宙教育的原則和地球兒童計畫。

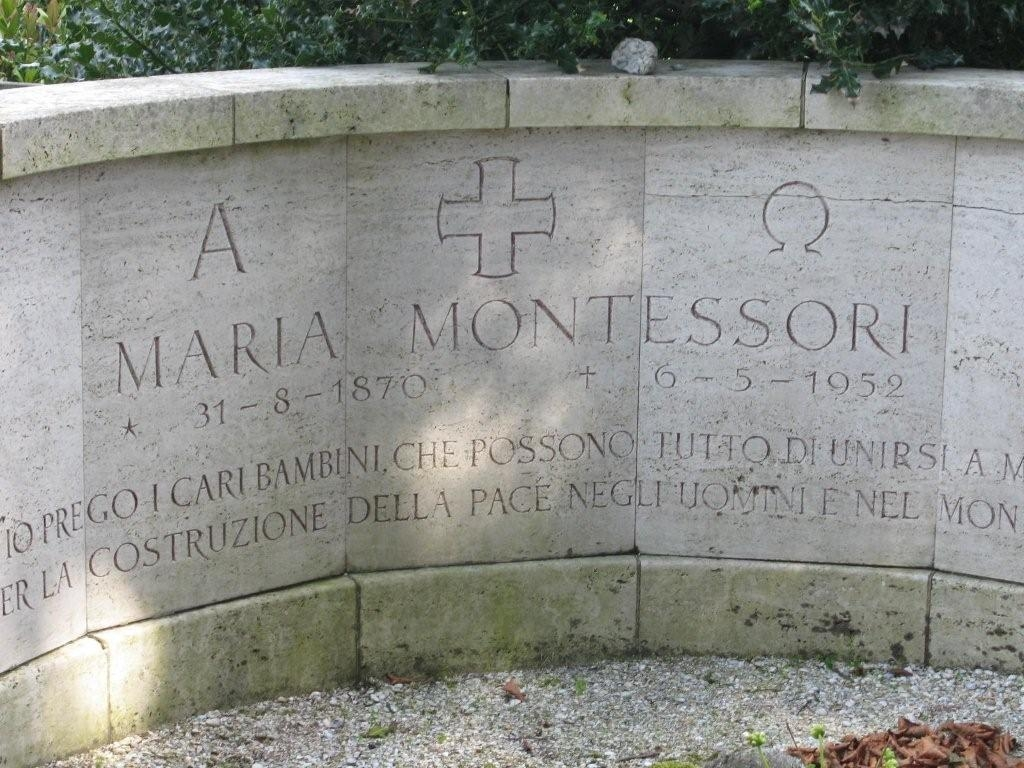
蒙特梭利在荷兰諾德韦克的墓

過世前蒙特梭利在荷蘭阿姆斯特丹Koninginneweg161號度過最後的歲月，該處現在成為蒙特梭利紀念館和國際蒙特梭利協會總部（AMI），今日她仍被奉為蒙特梭利國際協會的主席。1952年5月6日她在拜訪朋友時在荷蘭友人所居住的海滨諾德韦克（Noordwijk aan Zee）逝世 ，正如她的遺言“人生旅行的終點就是她的安眠處”，蒙特梭利被安葬在荷兰諾德韦克（Noordwijk）的天主教墓地，她的墓誌銘以意大利语刻著『我心愛的孩子們能力無限，我祈求他們與我牽手以建造人們心裏及全世界各地的和平。（IO PREGO I CARI BAMBINI, CHE POSSONO TUTTO, DI UNIRSI A ME PER LA COSTRUZIONE DELLA PACE NEGLI UOMINI E NEL MONDO） 』。
在1952年蒙特梭利死後，馬利歐‧蒙特梭利繼續領導學會，直到1982年他去世。

## 教育理念
兒童之家的教育理念：
1. 兒童獨立性的尊重：只有獨立的人才能享有自由。兒童的好動性是他的特色，大人不要橫加干涉或禁止，師長千萬別「指揮」或「命令」孩子，要讓他自己指揮自己，自己聽從自己的命令。尊重兒童的獨立性，兒童就能自然的活動他的筋骨，健康的身體隨之而至。
2. 肅靜與活動：尊重兒童的獨立性，並非讓他為所欲為，且不可讓孩子以為安靜、順從、聽話、被動就是好事；而活動或工作就是壞事。蒙特梭利的教學法強調兒童主動探索，並著力於設計啟發性的教學情境和教具，讓兒童藉由具體操作來學習，不只是聽講。
3. 精神勝於方法：蒙氏希望她的学生不要「主動」的想去「教」孩子，應該做個「旁觀者」來注視孩子的一切行為。唯一必須人為的就是設計或製作許多教具，甚至鼓勵孩子盡情的遊玩及操弄，就是對兒童最大的尊重。因為蒙特梭利方法的真正老師，就是兒童本身。
4. 遵循孩子內在發展規律的自由：蒙特梭利博士認為孩子要自由地依照自己內在規律發展才是最好的。也就是說孩子是在正常健康的途徑中成長。當時的社會觀念未重視孩子個人尊嚴，給予過多成人的想法與限制。自由與紀律是一體兩面，若是未能遵循自然發展原則而讓孩子隨心所欲的自由，那偏差行為也會自由瘋長。蒙特梭利博士所強調的「解放兒童」是將兒童從當時傳統壓仰的思維中解救出來。
5. 童年期的秩序感：蒙特梭利發現兒童的行為特徵之一，就是秩序感。一般人都認為孩子的房間或遊樂場一定亂七八糟，把玩具或紙屑丟的滿地都是，大人也因此相當頭疼，並認為這是孩子的嚴重教育問題，想辦法要及早培養孩子整齊清潔的習慣。然而蒙氏相信，小孩之所以無法將屋內安排得井然有序，始作俑者是大人。兒童本有順乎自然的秩序感，只是大人以「權力」予以弄壞而已。

## 蒙特梭利教學法的特徵
1. 尊重兒童，以兒童為中心
2. 給予兒童自由的選擇權
3. 把握兒童的敏感期
4. 混合年齡教學
5. 著重智慧和品格的養成
6. 尊重兒童的成長步調，沒有課程表
7. 教師是一個引導者
8. 配合兒童的環境及豐富的教具
9. 摒除獎懲制度
10. 注重日常生活教育及感官教育
11. 注重本土文化及跨文化教學

## 著作
蒙特梭利一生出版了许多书籍，多数首版为意大利文，但有时为英文或其他语言。以下是蒙特梭利的主要著作，按照第一版的顺序排列.
- (1909年) The Montessori Method: Scientific Pedagogy as Applied to Child Education in the Children's Houses（《蒙台梭利早期教育法》）
- (1910年)Pedagogical Anthropology
- (1914年) Dr. Montessori's Own Handbook（《蒙台梭利儿童教育手册》）
- (1916) The Advanced Montessori Method, Vol. I: Spontaneous Activity in Education; Vol. II: The Montessori Elementary Material.（針對學童的蒙特梭利教育法）
- (1922) I bambini viventi nella Chiesa（住在教堂的兒童）
- (1923) The Child in the Family（家庭與孩子）
- (1934) Psychogeometry
- (1934) 西班牙文： Psico Aritmética；意大利文:  Psicoaritmetica
- (1936年) The Secret of Childhood（《童年的秘密》）
- (1947) Education for a New World（为了新世界的教育）
- (1947) To Educate the Human Potential
- (1948) The Discovery of the Child（《发现孩子》）
- (1948)  From Childhood to Adolescence（從兒童時期到青少年）
- (1949) Peace and Education （教育与和平）
- (1949) The Formation of Man（人的成長）
- (1949) The Absorbent Mind（《吸收性心智》）

## 流行文化
- 金德永、孫世演《一生一定要認識的女性領袖50人》第15章，台灣：漢湘文化，2015年2月